# FS ALn 501
De ALn 501 - Ln 220 - Aln 502 als MD 001 ook wel Minuetto genoemd is een driedelig diesel treinstel met lagevloerdeel, voor het regionaal personenvervoer van de Ferrovie dello Stato (FS).

## Geschiedenis
De trein, ontworpen door Giugiaro, werd gebouwd door Alstom in haar Italiaanse fabrieken ex Fiat Ferroviaria, Savigliano, Sesto San Giovanni en Colleferro. De Minuetto is gebaseerd op modulaire systeem LINT, een patent van het Franse bedrijf Alstom. De treinen vervangen de oudere treinen van het type ALn 668. Deze treinen werden als ALe 501 met elektrische aandrijving gebouwd.
Het treinstel werd zowel voor normaalspoor als voor meterspoor gebouwd.

## Constructie en techniek
Het treinstel is opgebouwd uit een aluminium frame met een frontdeel van GVK. Het treinstel heeft een lagevloerdeel. Deze treinstellen kunnen tot drie stuks gecombineerd rijden. De treinstellen zijn uitgerust met luchtvering.
Het treinstel is uitgerust met twee Iveco V8-dieselmotoren van het type FVQE 28. Deze dieselmotor is afgeleid van de serie Vector. De motoren hebben een cilinderinhoud van 20 liter en zijn voorzien van een common-rail inspuitsysteem. De motoren voldoen aan de Euro 3 norm. Dezelfde motor wordt gebruikt voor de Deense IC2 / IC4 van AnsaldoBreda en komt uit de wereld van tanks en zwaar transport.
De transmissie is en hydromechanica model T 212 bre van Voith met hydrodynamica remmen.

## Treindiensten
De treinen worden door Trenitalia op de volgende trajecten ingezet.

## Foto’s

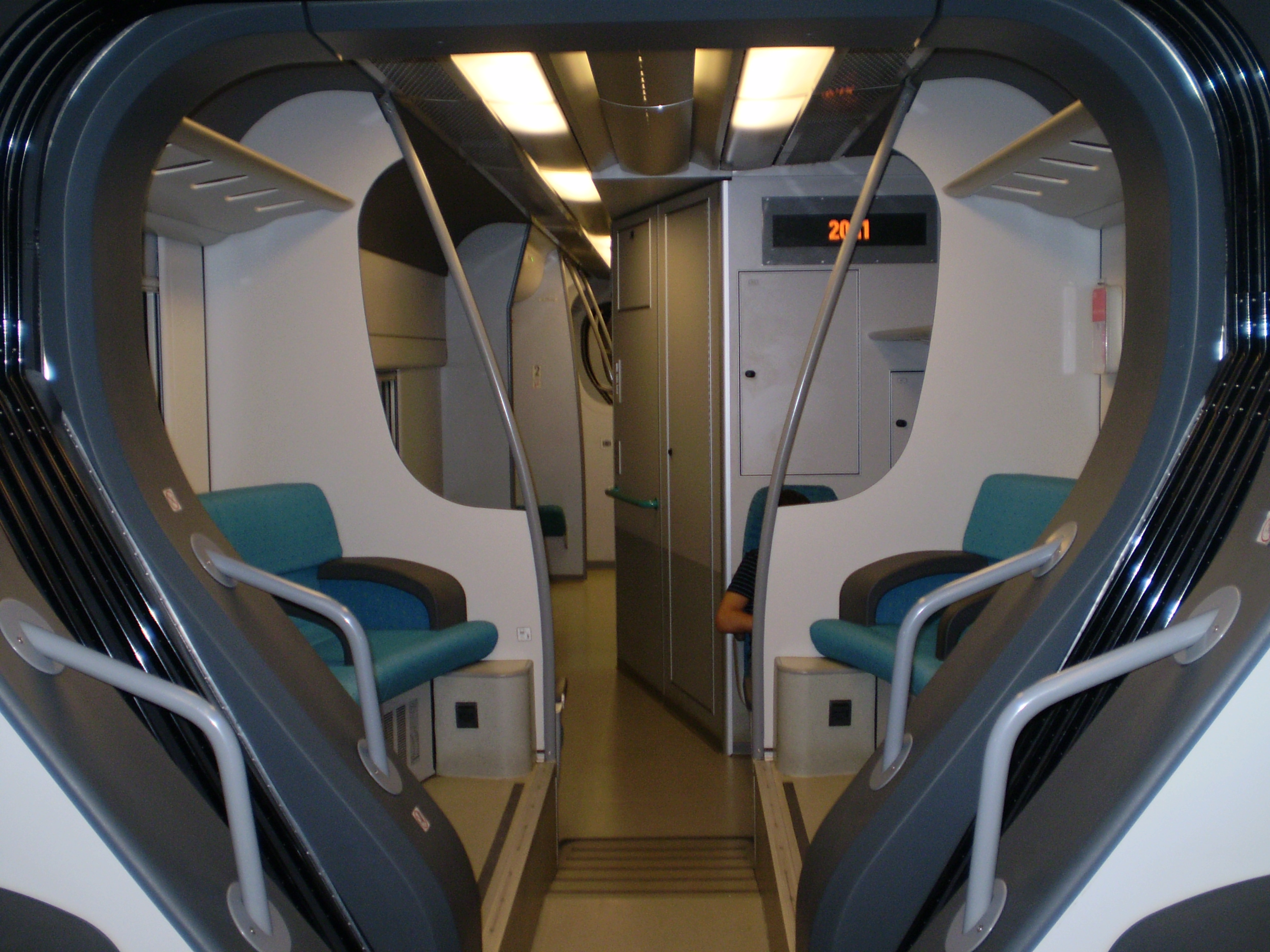
Interieur
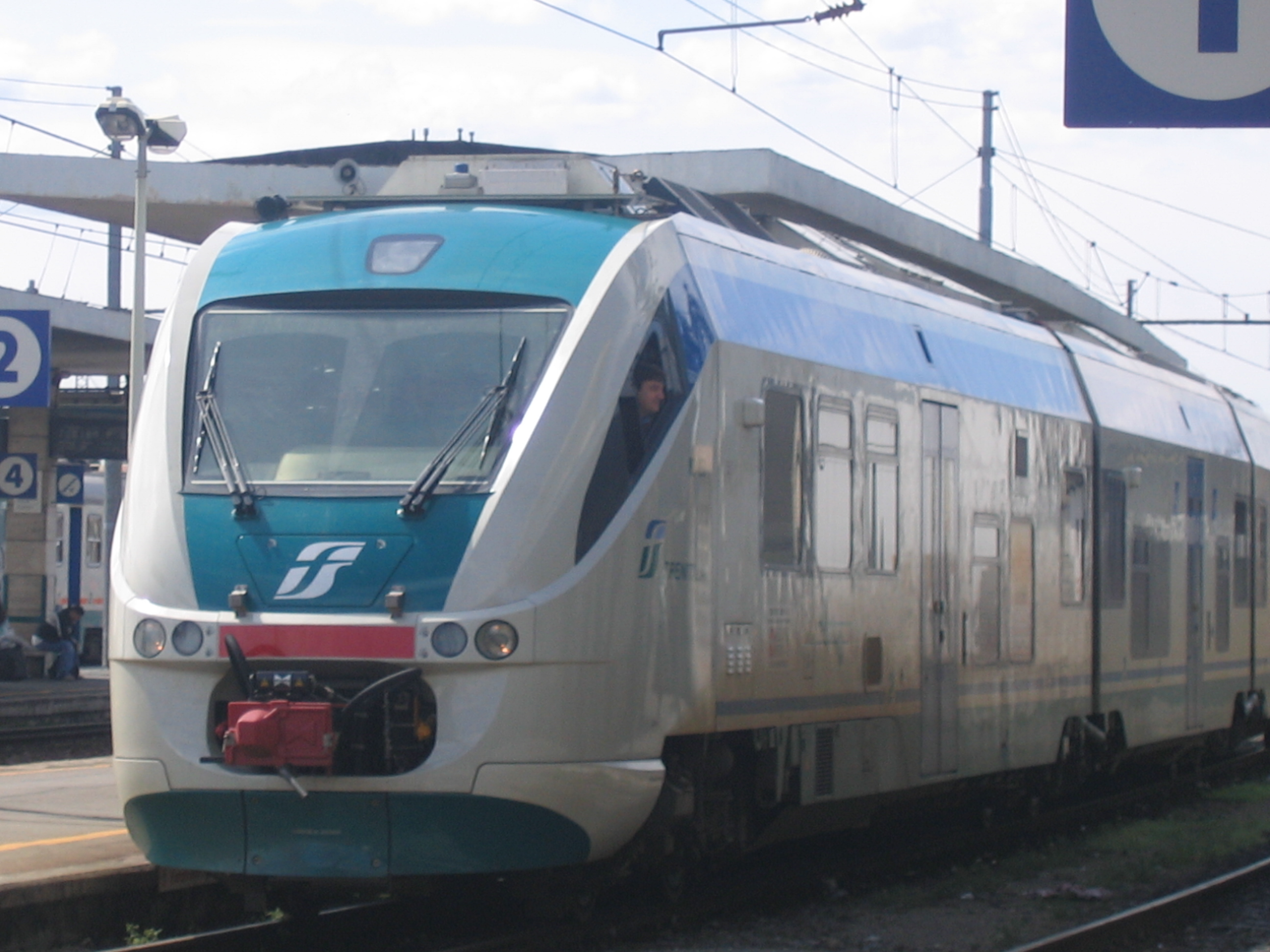
Minuetto Diesel
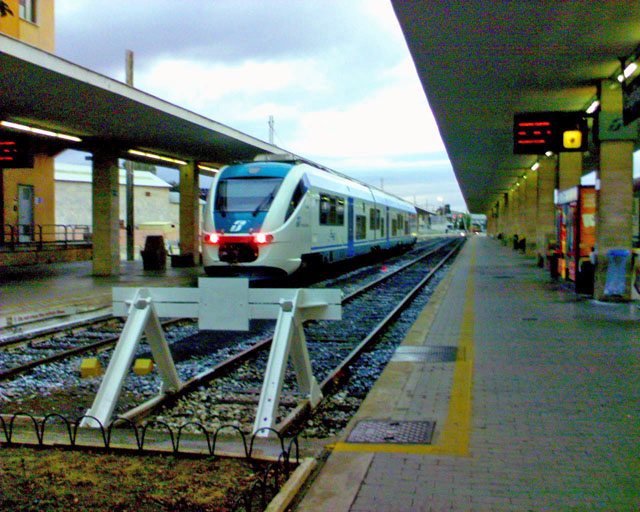
Aln 502 vertrekt uit Cagliari
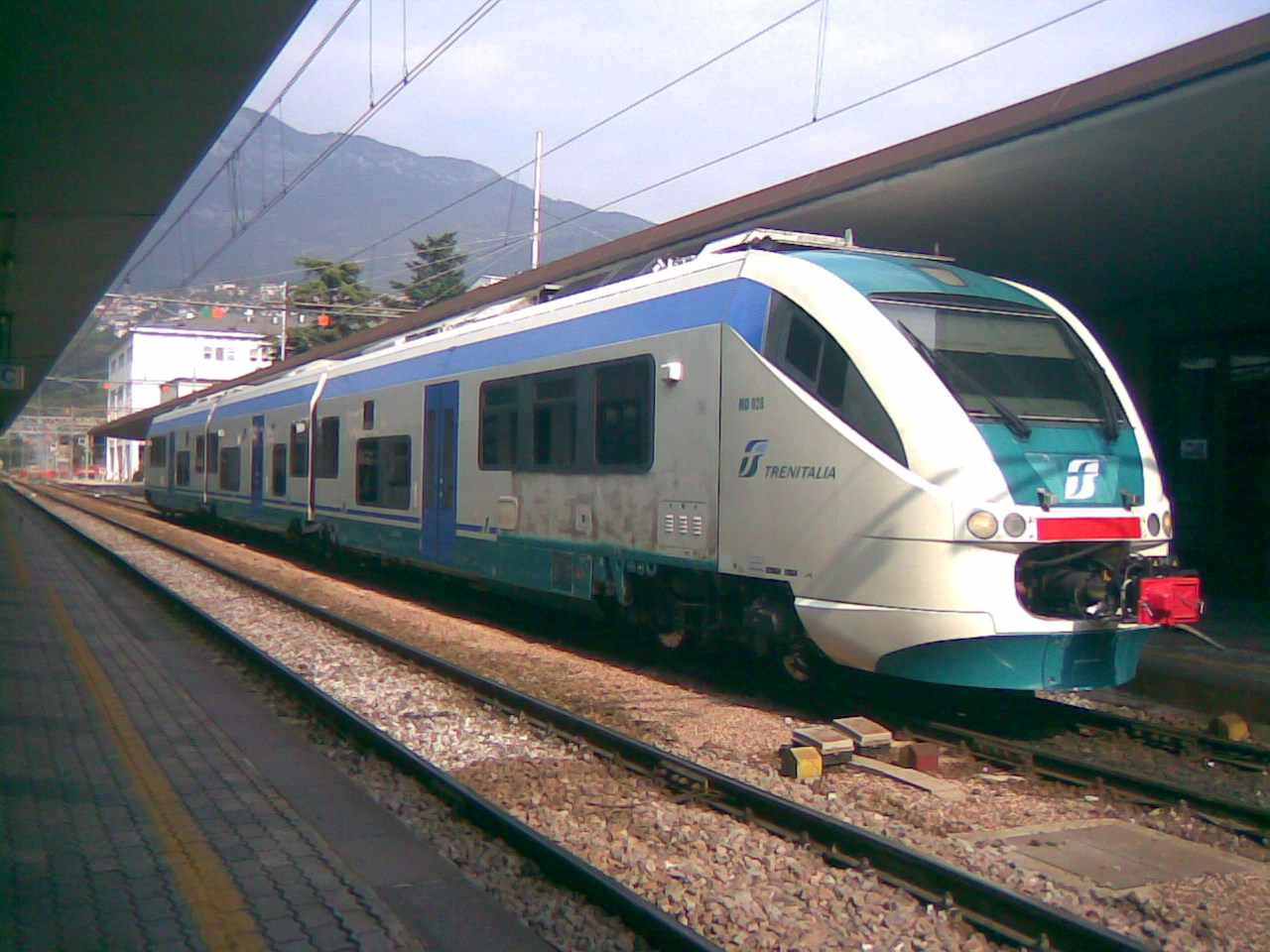
Minuetto ALn 501.028 maakt een stop op station Trento
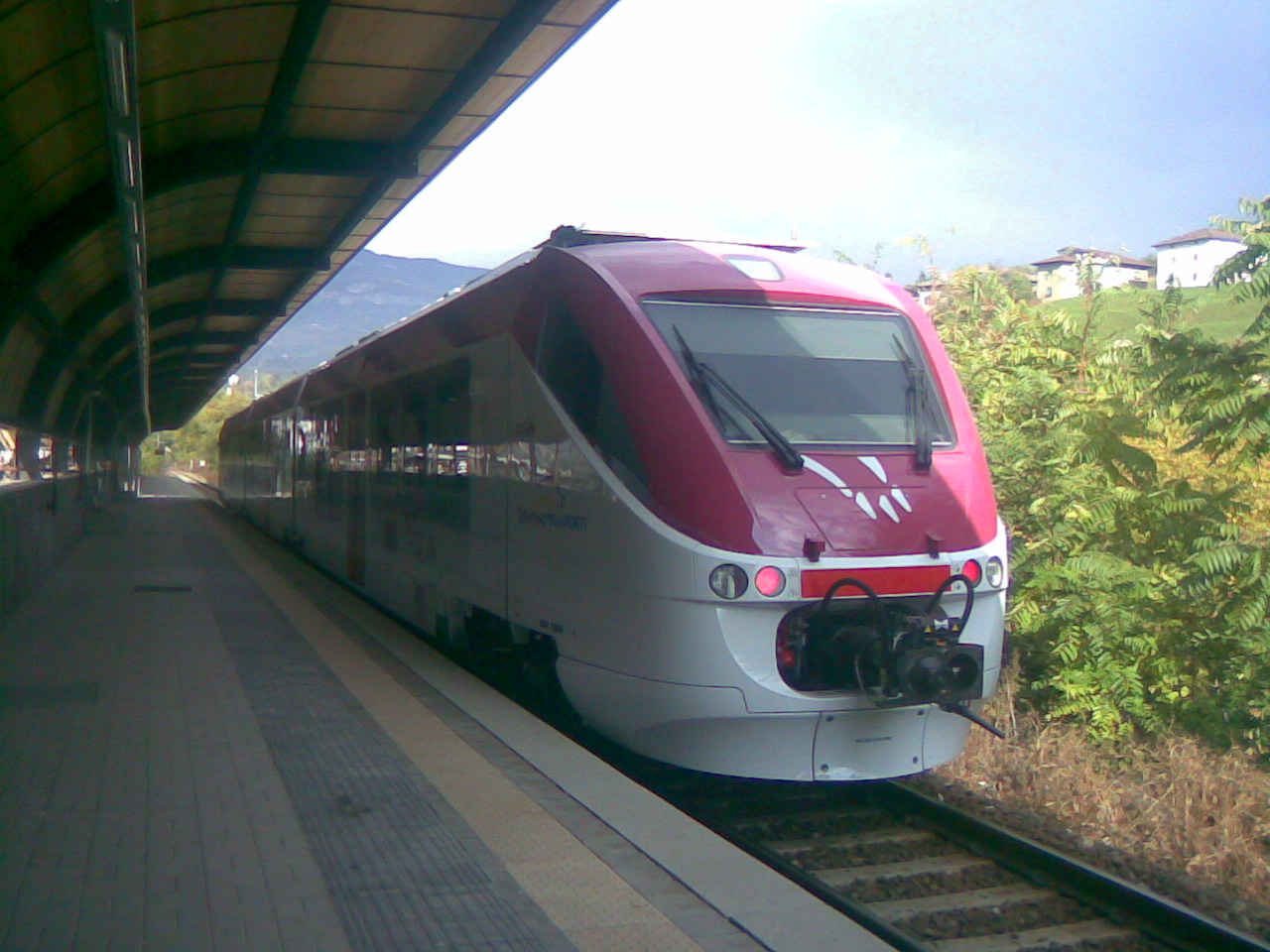
Un Minuetto (ALn 501) op het station van San Bartolameo
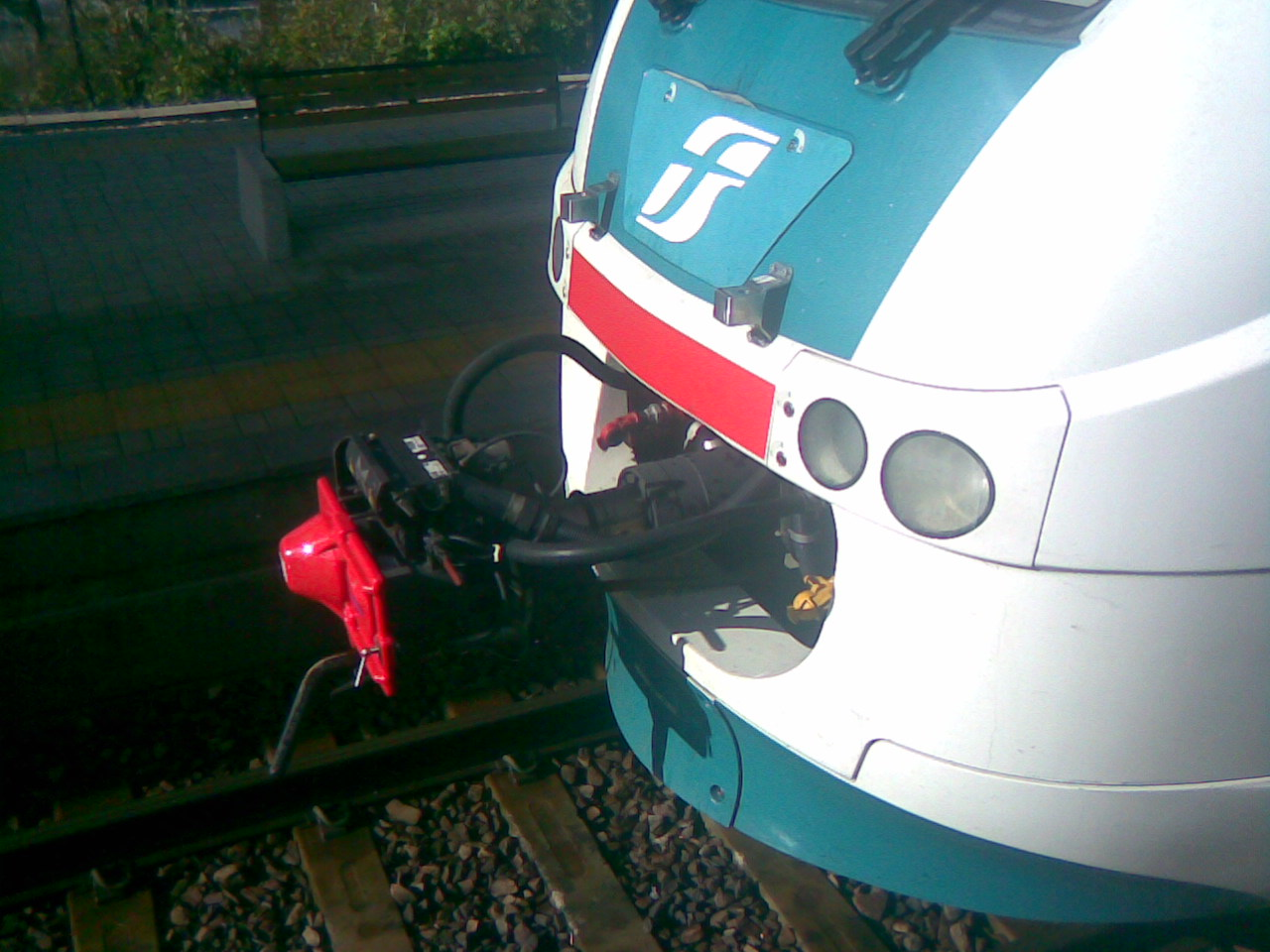
Particolare del gancio automatico integrato tipo Scharfenberg
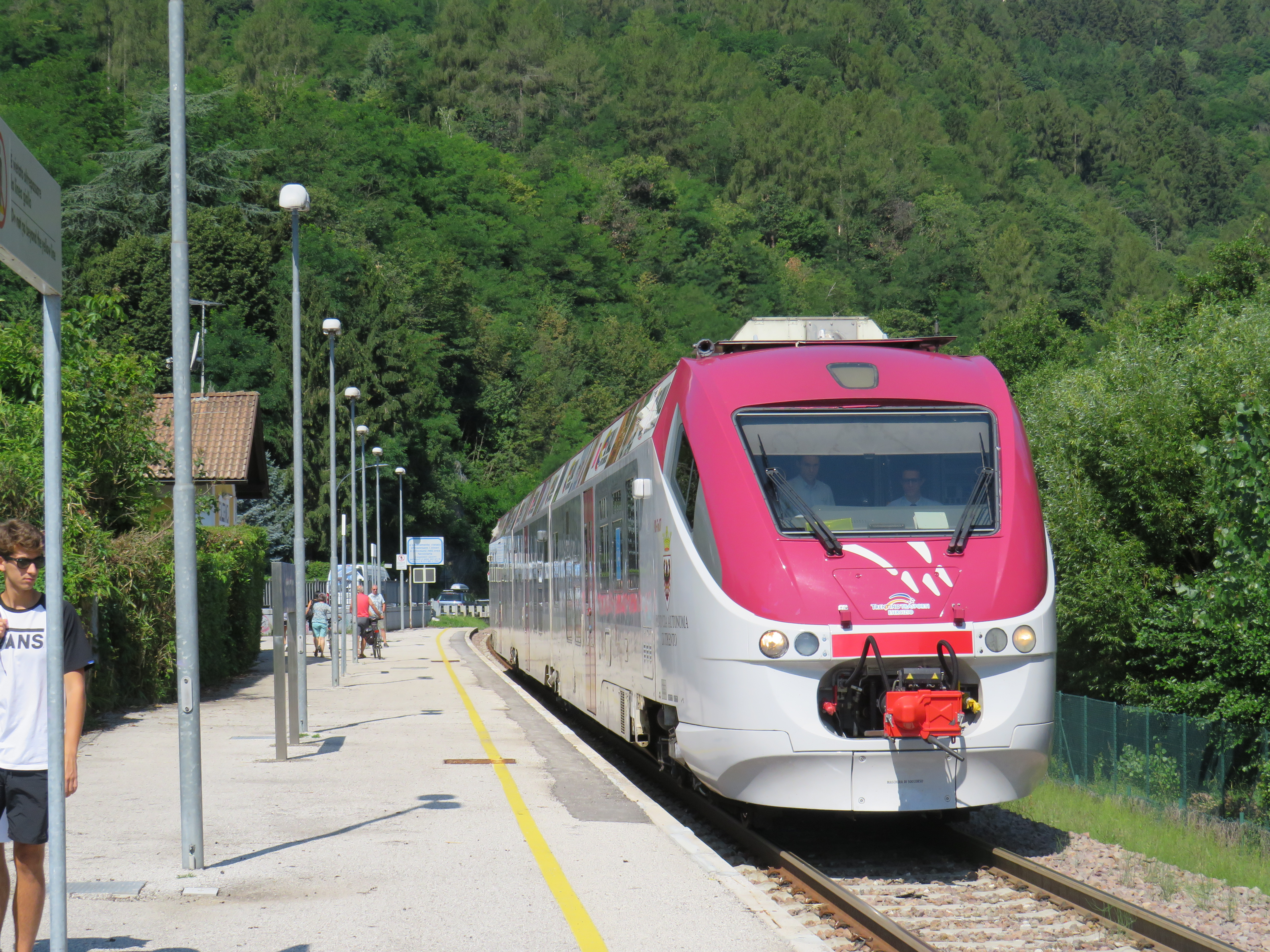
Een Minuetto van Trentino Transporti in Calceranica